# Medaglia per merito in battaglia
La medaglia per merito in battaglia è stata un premio statale dell'Unione Sovietica.

## Storia
La medaglia venne istituita il 17 ottobre 1938.

## Assegnazione
La medaglia veniva assegnata a militari dell'Esercito, della Marina e delle truppe interne e di frontiera per premiare:
- le azioni qualificanti, intraprendenti e coraggiose in battaglia che hanno contribuito al successo della missione militare delle unità di combattimento e della divisione;
- il coraggio dimostrato nella difesa del confine di Stato dell'URSS;
- altissimi meriti nel combattimento e nella formazione politica, per il mantenimento di un'elevata prontezza al combattimento delle unità militari e delle loro suddivisioni e per altri servizi durante il servizio militare attivo;
- lo svolgimento esemplare delle missioni di combattimento affidate del comando sul fronte della lotta contro gli invasori tedeschi.

## Insegne
- La  medaglia era in argento 925. Il dritto raffigurava una spada incrociata con un fucile con sopra le iscrizioni "URSS" e "Per merito in battaglia".
- Il  nastro era grigio con bordi gialli.